# One Blood
One Blood – trzeci album studyjny Juniora Reida, jamajskiego wykonawcy muzyki roots reggae i dancehall.
Płyta została wydana w roku 1989 przez brytyjską wytwórnią Big Life Records. Nagrania zostały zarejestrowane w studiach Aquarius, Mixing Lab oraz Music Works w Kingston. Ich produkcją zajął się sam wokalista. W roku 1992 nakładem założonego przez niego labelu J.R. Productions ukazała się reedycja albumu.

## Lista utworów
1. "One Blood"
2. "A Nuh So"
3. "Who Done It"
4. "When It Snows"
5. "Searching For Better"
6. "Married Life"
7. "Eleanor Rigby"
8. "Grouppie Diana"
9. "Sound"
10. "Dominant"

## Muzycy
- Earl "Chinna" Smith – gitara
- Dalton Brownie – gitara rytmiczna
- Chris Meredith – gitara basowa
- Robbie Shakespeare – gitara basowa
- Sly Dunbar – perkusja
- Carlton "Santa" Davis – perkusja
- Cleveland "Clevie" Browne – perkusja
- Anthony Thomas – perkusja
- Tyrone Downie – instrumenty klawiszowe
- Tony "Asha" Brissett – instrumenty klawiszowe
- Danny Brownie – instrumenty klawiszowe
- Steelie Bover – instrumenty klawiszowe
- Dean Fraser – saksofon
- Carlton Smith – chórki
- Derrick Lara – chórki
- Puma Jones – chórki
- Sylvanus "Junior" Moore – chórki